# Biophida laticollis
Biophida laticollis es una especie de coleóptero de la familia Scraptiidae.

## Distribución geográfica
Habita en la Provincia del Cabo (Sudáfrica).